# Ashes Tour 2015
Die Ashes Tour 2015 war die Tour der australischen Cricket-Nationalmannschaft, die die 69. Austragung der Ashes beinhaltete, und wurde zwischen dem 25. Juni und 13. September 2015 durchgeführt. Die Ashes Series 2015 selbst wurde in Form von fünf Testspielen zwischen England und Australien ausgetragen. Austragungsorte waren jeweils englische Stadien. Die Tour beinhaltete neben der Testserie eine Reihe weiterer Spiele zwischen den beiden Mannschaften im Sommer 2015. Die Testserie wurde von England mit 3:2 gewonnen, die ODI-Serie gewann Australien mit 3:2 und die Twenty20 Serie wurde durch England mit 1:0 gewonnen.

## Vorgeschichte

### Einordnung
Für die Engländer war es die zweite Tour in ihrer Heimsaison, nachdem sie zuvor Neuseeland empfangen hatten. Australien spielte kurz zuvor eine Test-Serie in den West Indies. Das letzte Aufeinandertreffen der beiden Teams fand beim Cricket World Cup 2015 in Indien statt, den Australien, nachdem es England in der Vorrunde geschlagen hatte, gewinnen konnte. Die letzte Ashes-Tour fand 2013/14 in Australien statt und wurde durch den Gastgeber dominiert.

## Stadien
Die folgenden Stadien wurden für die Tour als Austragungsort vorgesehen und am 12. Mai 2014 festgelegt.
| Stadion                     | Stadt       | Kapazität | Spiele          |
| --------------------------- | ----------- | --------- | --------------- |
| Edgbaston Cricket Ground    | Birmingham  | 24.803    | 3. Test         |
| Sophia Gardens              | Cardiff     | 15.643    | 1. Test; T20    |
| Trent Bridge                | Nottingham  | 15.350    | 4. Test         |
| Headingley Stadium          | Leeds       | 17.000    | 4. ODI          |
| The Oval                    | London      | 23.500    | 5. Test         |
| Lord’s Cricket Ground       | London      | 30.000    | 2. Test; 2. ODI |
| Old Trafford Cricket Ground | Manchester  | 19.000    | 3. & 5. ODI     |
| Rose Bowl                   | Southampton | 6.500     | 1. ODI          |

## Kaderlisten
Australien benannte seinen Testkader am 31. März 2015, und den ODI-Kader am 12. August 2015.
England benannte seinen Testkader am 1. Juli 2015 und die Limited-Overs-Kader am 24. August 2015.
| Test | Test | ODI | ODI | Twenty20 | Twenty20 |
| Australien | England | Australien | England | Australien | England |
| --- | --- | --- | --- | --- | --- |
| - Michael Clarke (K) - Steve Smith (VK) - Brad Haddin (wk) - Fawad Ahmed - Pat Cummins - Josh Hazlewood - Ryan Harris - Mitchell Johnson - Nathan Lyon - Mitchell Marsh - Shaun Marsh - Peter Nevill (wk) - Chris Rogers - Peter Siddle - Mitchell Starc - Adam Voges - David Warner - Shane Watson | - Alastair Cook (K) - Joe Root (VK) - Moeen Ali - James Anderson - Jonny Bairstow - Gary Ballance - Ian Bell - Stuart Broad - Jos Buttler (wk) - Steven Finn - Mark Footitt - Adam Lyth - Liam Plunkett - Adil Rashid - Ben Stokes - Mark Wood | - Steve Smith (K) - Ashton Agar - George Bailey - Joe Burns - Nathan Coulter-Nile - Pat Cummins - Aaron Finch - Peter Handscomb - John Hastings - Glenn Maxwell - Mitchell Marsh - James Pattinson - Mitchell Starc - Marcus Stoinis - Matthew Wade (wk) - Shane Watson - David Warner | - Eoin Morgan (K) - Moeen Ali - Jonny Bairstow (wk) - Sam Billings - Jos Buttler (wk) - Steven Finn - Alex Hales - Liam Plunkett - Adil Rashid - Jason Roy - Ben Stokes - James Taylor - Reece Topley - David Willey - Chris Woakes - Mark Wood | - Steve Smith (K) - Ashton Agar - George Bailey - Cameron Boyce - Joe Burns - Nathan Coulter-Nile - Pat Cummins - Mitchell Marsh - Glenn Maxwell - James Pattinson - Mitchell Starc - Marcus Stoinis - Matthew Wade (wk) - David Warner - Shane Watson | - Eoin Morgan (K) - Moeen Ali - Sam Billings - Jos Buttler (wk) - Steven Finn - Alex Hales - Adil Rashid - Jason Roy - Ben Stokes - Reece Topley - James Vince - David Willey - Chris Woakes |

## Tour Matches
| 25. – 28. Juni Scorecard | Canterbury | Australians 507-8d (124.4) & 322-4d (62) | – | Kent 280 (80.2) & 294 (58.4) |
|                          |            | Australians gewinnt mit 255 Runs         |   |                              |

| 1. – 4. Juli Scorecard | Chelmsford | Australians 562 (111) & 221 (72.4) | – | Essex 414 (91.2) & 200 (48.4) |
|                        |            | Australians gewinnt mit 169 Runs   |   |                               |

| 23. – 25. August Scorecard | Derby | Australians 413-9d (90) & 95-1 | – | Derbyshire 259 (82.3) |
|                            |       | Remis                          |   |                       |

| 14. – 16. August Scorecard | Northampton | Northamptonshire 396 (90.4) | – | Australians 312-9d |
|                            |             | Remis                       |   |                    |

### ODI in Irland
| 27. August Scorecard | Belfast | Australien 222-6 (40.2/40.2)                | – | Irland 157 (23.4/24) |
|                      |         | Australien gewinnt mit 23 Runs (D/L method) |   |                      |

## Tests

### Erster Test in Card’iff
| 8. – 12. Juli Scorecard | Cardiff’ | England 430 (102.1) & 289 (70.1) | – | Australien 308 (84.5) & 242 (70.2) |
|                         |          | England gewinnt mit 405 Runs     |   |                                    |

### Zweiter Test in London (Lord’s)
| 16. – 20. Juli Scorecard | London (Lord’s) | Australien 566-6d (149) & 254-2d (49) | – | England 312 (90.1) & 103 (37) |
|                          |                 | Australien gewinnt mit 405 Runs       |   |                               |

### Dritter Test in Birmingham
| 29. Juli – 2. August Scorecard | Birmingham | Australien 136 (36.4) & 265 (79.1) | – | England 281 (67.1) & 124-2 (32.1) |
|                                |            | England gewinnt mit 8 Wickets      |   |                                   |

### Vierter Test in Nottingham
| 6. – 10. August Scorecard | Birmingham | Australien 60 (18.3) & 253 (72.4)             | – | England 391-9d (85.2) |
|                           |            | England gewinnt mit einem Innings und 78 Runs |   |                       |

### Fünfter Test in London (Oval)
| 20. – 24. August Scorecard | London (Oval) | Australien 481 (125.1)                           | – | England 149 (48.4) & 286 (101.4) (f/o) |
|                            |               | Australien gewinnt mit einem Innings und 46 Runs |   |                                        |

## Twenty 20 International

### Erstes Twenty20 in Cardiff
| 31. August Scorecard | Cardiff | England 182-5 (20)         | – | Australien 177-8 (20) |
|                      |         | England gewinnt mit 5 Runs |   |                       |

## One-Day International

### Erstes ODI in Southampton
| 3. September Scorecard | Southampton | Australien 305-6 (50)          | – | England 246 (45.3) |
|                        |             | Australien gewinnt mit 59 Runs |   |                    |

### Zweites ODI in London (Lord’s)
| 5. September Scorecard | London (Lord’s) | Australien 309-7 (49/49)       | – | England 245 (42.3/49) |
|                        |                 | Australien gewinnt mit 64 Runs |   |                       |

### Drittes ODI in Manchester
| 8. September Scorecard | Manchester | England 300-8 (50)          | – | Australien 207 (44) |
|                        |            | England gewinnt mit 93 Runs |   |                     |

### Viertes ODI in Leeds
| 11. September Scorecard | Leeds | Australien 299-7 (50)         | – | England 304-7 (48.2) |
|                         |       | England gewinnt mit 3 Wickets |   |                      |

### Fünftes ODI in Manchester
| 13. September Scorecard | Manchester | England 138 (33)                 | – | Australien 140-2 (24.2) |
|                         |            | Australien gewinnt mit 8 Wickets |   |                         |

## Statistiken
Die folgenden Cricketstatistiken wurden bei dieser Tour erzielt.
| Tests            | Tests      | Tests   | Tests   | Tests   | Tests   | Tests   | Tests   | Tests   |
| Batting          | Batting    | Batting | Batting | Batting | Batting | Batting | Batting | Batting |
| Spieler          | Mannschaft | Spiele  | Innings | Runs    | Average | HS      | 100s    | 50s     |
| ---------------- | ---------- | ------- | ------- | ------- | ------- | ------- | ------- | ------- |
| Steven Smith     | Australien | 5       | 9       | 508     | 56,44   | 215     | 2       | 1       |
| Chris Rogers     | Australien | 5       | 9       | 480     | 60,00   | 173     | 1       | 3       |
| Joe Root         | England    | 5       | 9       | 460     | 57,50   | 134     | 2       | 2       |
| David Warner     | Australien | 5       | 9       | 418     | 46,44   | 85      | 0       | 5       |
| Alastair Cook    | England    | 5       | 9       | 330     | 36,66   | 96      | 0       | 2       |
| Bowling          |            |         |         |         |         |         |         |         |
| Spieler          | Mannschaft | Spiele  | Overs   | Wickets | Average | BBI     | 5W      | 10W     |
| Stuart Broad     | England    | 5       | 143.3   | 21      | 20,90   | 8/15    | 1       | 0       |
| Mitchell Starc   | Australien | 5       | 142.2   | 18      | 30,50   | 6/111   | 2       | 0       |
| Josh Hazlewood   | Australien | 4       | 112     | 16      | 25,75   | 3/68    | 0       | 0       |
| Nathan Lyon      | Australien | 5       | 137.1   | 16      | 28,25   | 4/75    | 0       | 0       |
| Mitchell Johnson | Australien | 5       | 140.1   | 15      | 34,93   | 3/21    | 0       | 0       |

| ODIs           | ODIs       | ODIs    | ODIs    | ODIs    | ODIs    | ODIs    | ODIs    | ODIs    |
| Batting        | Batting    | Batting | Batting | Batting | Batting | Batting | Batting | Batting |
| Spieler        | Mannschaft | Spiele  | Innings | Runs    | Average | HS      | 100s    | 50s     |
| -------------- | ---------- | ------- | ------- | ------- | ------- | ------- | ------- | ------- |
| Eoin Morgan    | England    | 5       | 5       | 278     | 69,50   | 92      | 0       | 3       |
| James Taylor   | England    | 5       | 5       | 246     | 49,20   | 101     | 1       | 0       |
| George Bailey  | Australien | 5       | 5       | 218     | 54,50   | 75      | 0       | 2       |
| Jason Roy      | England    | 5       | 5       | 201     | 40,20   | 67      | 0       | 2       |
| Glenn Maxwell  | Australien | 5       | 4       | 166     | 41,50   | 85      | 0       | 1       |
| Bowling        |            |         |         |         |         |         |         |         |
| Spieler        | Mannschaft | Spiele  | Overs   | Wickets | Average | BBI     | 5W      | 10W     |
| Pat Cummins    | Australien | 5       | 44      | 12      | 19,66   | 4/49    | 0       | 0       |
| Mitchell Marsh | Australien | 5       | 33      | 8       | 24,12   | 4/27    | 0       | 0       |
| Adil Rashid    | England    | 5       | 41      | 7       | 34,42   | 4/59    | 0       | 0       |
| Glenn Maxwell  | Australien | 5       | 36      | 6       | 30,50   | 2/44    | 0       | 0       |
| Moeen Ali      | England    | 5       | 40      | 6       | 33,66   | 3/32    | 0       | 0       |

| Twenty20            | Twenty20   | Twenty20 | Twenty20 | Twenty20 | Twenty20 | Twenty20 | Twenty20 | Twenty20 |
| Batting             | Batting    | Batting  | Batting  | Batting  | Batting  | Batting  | Batting  | Batting  |
| Spieler             | Mannschaft | Spiele   | Innings  | Runs     | Average  | HS       | 100s     | 50s      |
| ------------------- | ---------- | -------- | -------- | -------- | -------- | -------- | -------- | -------- |
| Steven Smith        | Australien | 1        | 1        | 90       | 90,00    | 90       | 0        | 1        |
| Eoin Morgan         | England    | 1        | 1        | 74       | 74,00    | 74       | 0        | 1        |
| Moeen Ali           | England    | 1        | 1        | 72       |          | 72*      | 0        | 1        |
| Glenn Maxwell       | Australien | 1        | 1        | 44       | 44,00    | 44       | 0        | 0        |
| Mitchell Marsh      | Australien | 1        | 1        | 13       | 13,00    | 13       | 0        | 0        |
| Bowling             |            |          |          |          |          |          |          |          |
| Spieler             | Mannschaft | Spiele   | Overs    | Wickets  | Average  | BBI      | 5W       | 10W      |
| Pat Cummins         | Australien | 1        | 4        | 2        | 12,50    | 2/25     | 0        | 0        |
| David Willey        | England    | 1        | 4        | 2        | 17,00    | 2/34     | 0        | 0        |
| Moeen Ali           | England    | 1        | 1        | 1        | 3,00     | 1/3      | 0        | 0        |
| Nathan Coulter-Nile | Australien | 1        | 4        | 1        | 24,00    | 1/24     | 0        | 0        |
| Ben Stokes          | England    | 1        | 4        | 1        | 29,00    | 1/29     | 0        | 0        |
| Mitchell Starc      | Australien | 1        | 4        | 1        | 32,00    | 1/32     | 0        | 0        |
| Reece Topley        | England    | 1        | 4        | 1        | 35,00    | 1/35     | 0        | 0        |
| Steven Finn         | England    | 1        | 4        | 1        | 39,00    | 1/39     | 0        | 0        |

## Player of the Series
Als Player of the Series wurden die folgenden Spieler ausgezeichnet.
| Serie | Player of the Series  |
| ----- | --------------------- |
| Test  | Chris Rogers Joe Root |
| ODI   | Mitchell Marsh        |

### Player of the Match
Als Player of the Match wurden die folgenden Spieler ausgezeichnet.
| Spiel   | Player of the Match |
| ------- | ------------------- |
| 1. Test | Joe Root            |
| 2. Test | Steven Smith        |
| 3. Test | Steven Finn         |
| 4. Test | Stuart Broad        |
| 5. Test | Steven Smith        |
| 1. T20  | Moeen Ali           |
| 1. ODI  | Matthew Wade        |
| 2. ODI  | Mitchell Marsh      |
| 3. ODI  | James Taylor        |
| 4. ODI  | Eoin Morgan         |
| 5. ODI  | Mitchell Marsh      |